# Église Saint-Martial de Lestards
Pour les articles homonymes, voir église Saint-Martial.
L'église Saint-Martial est une église catholique située à Lestards, en France.
L'église est constituée de supports romans et de voûtes en berceau datant de fin 12e - début 13e siècle. La voûte en croisée d'ogives au carré du transept date du 15e ou du 16e siècle. 
La grande particularité unique en France de cet édifice est qu'il est couvert par un toit de chaume.

## Localisation
L'église est située dans le département français de la Corrèze, sur la commune de Lestards.

## Historique
Les sols ont été inscrits au titre des monuments historique en 1998.
L'église a été classé au titre des monuments historique en 2002.
Son décor intérieur (chapiteaux sculptés) a été remis en valeur par une restauration récente.

## Galerie

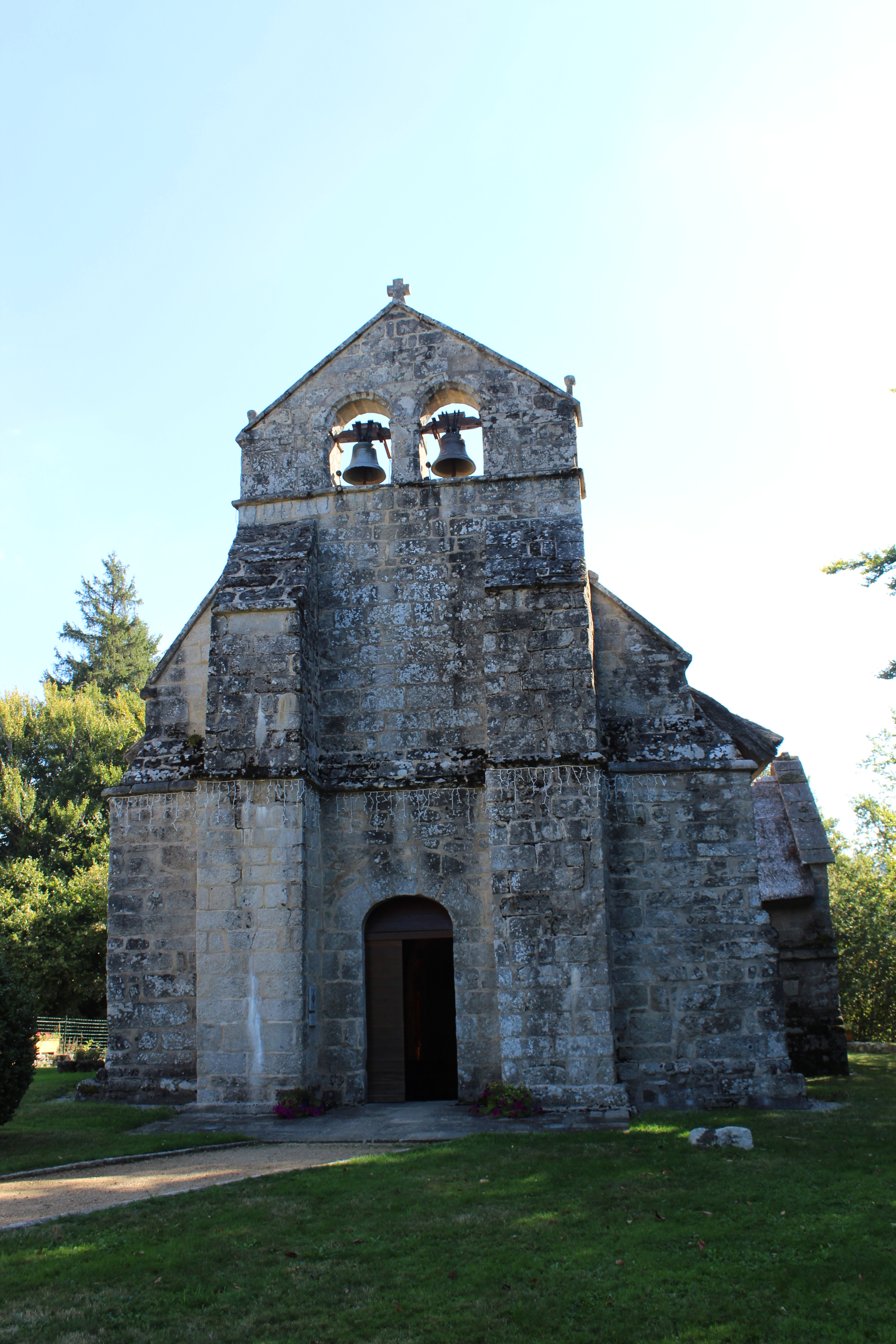
Clocher-mur avec ses deux cloches, soutenu par deux imposants contreforts.
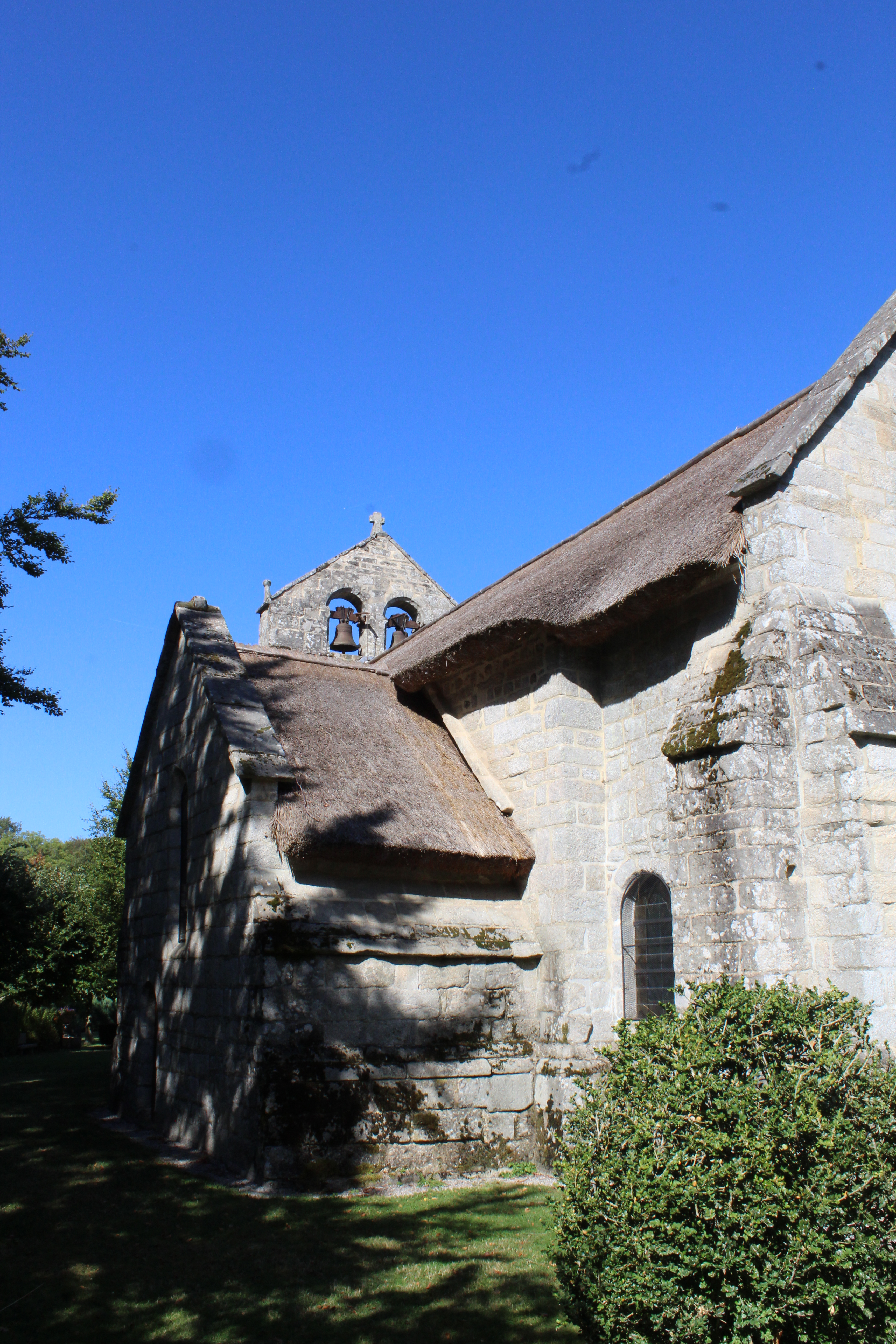
Vue sur le toit de chaume.
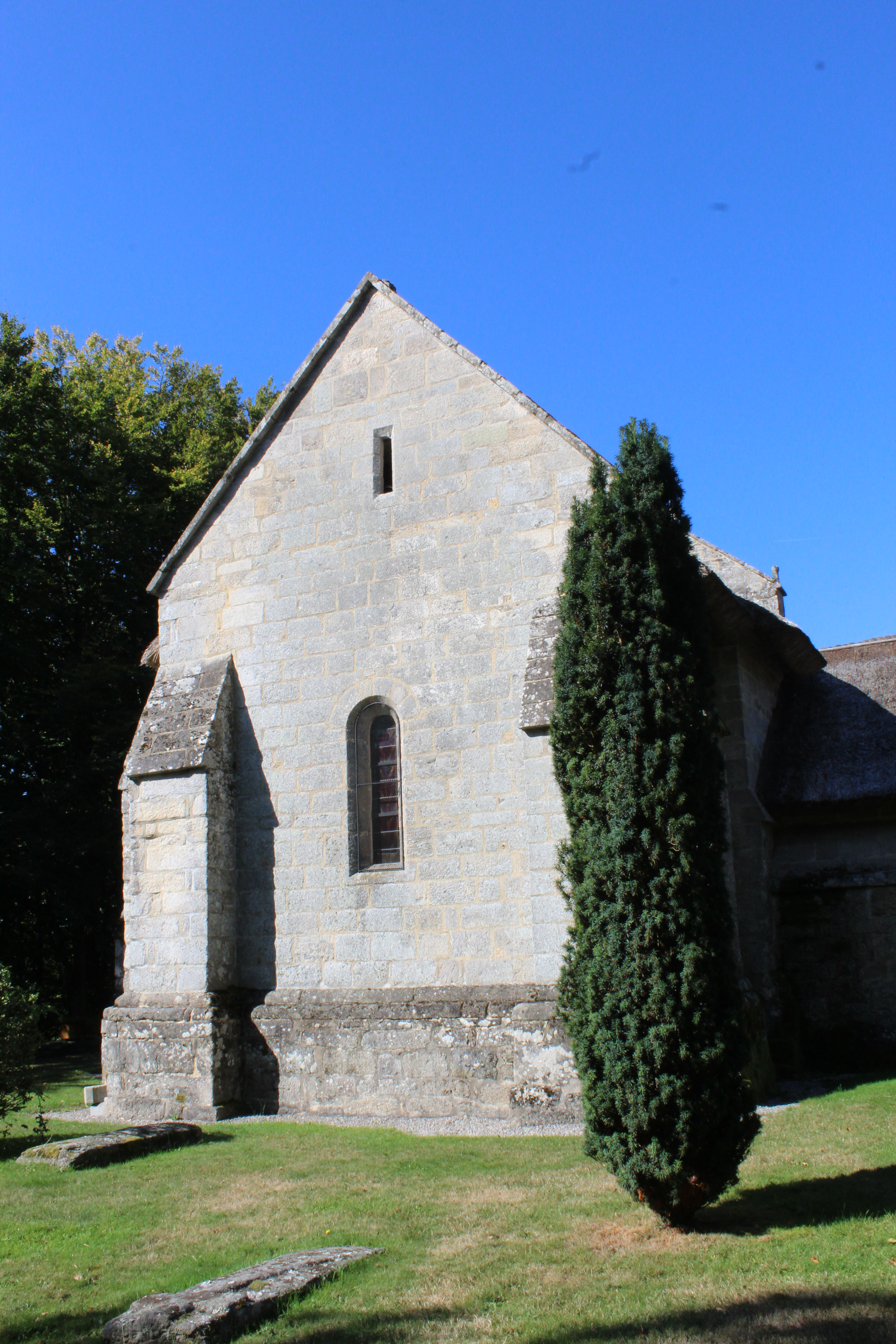
Arrière de l'église.
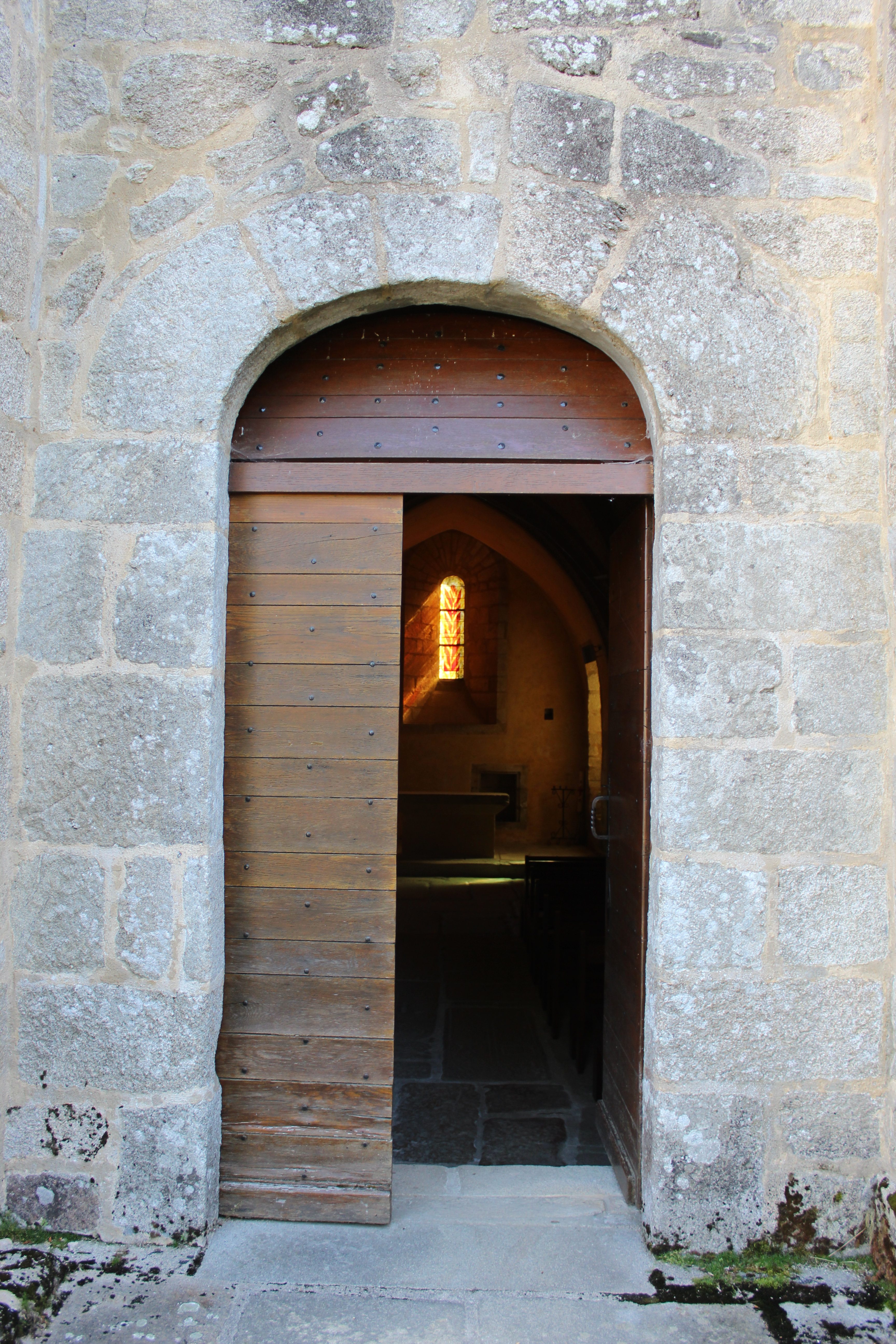
Porche de l'église de style roman, très sobre.
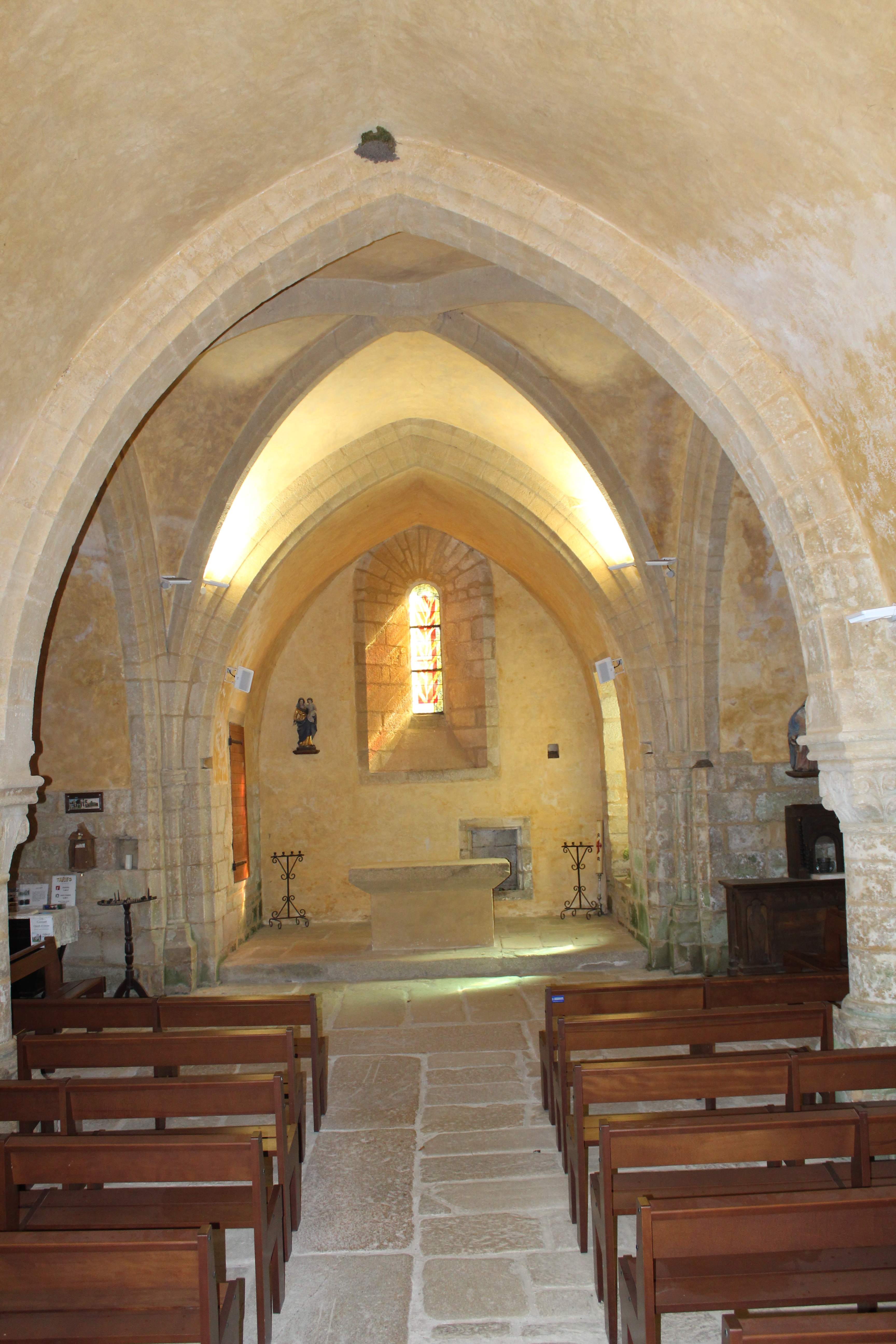
Nef de l'église, voûtes de style gothique.
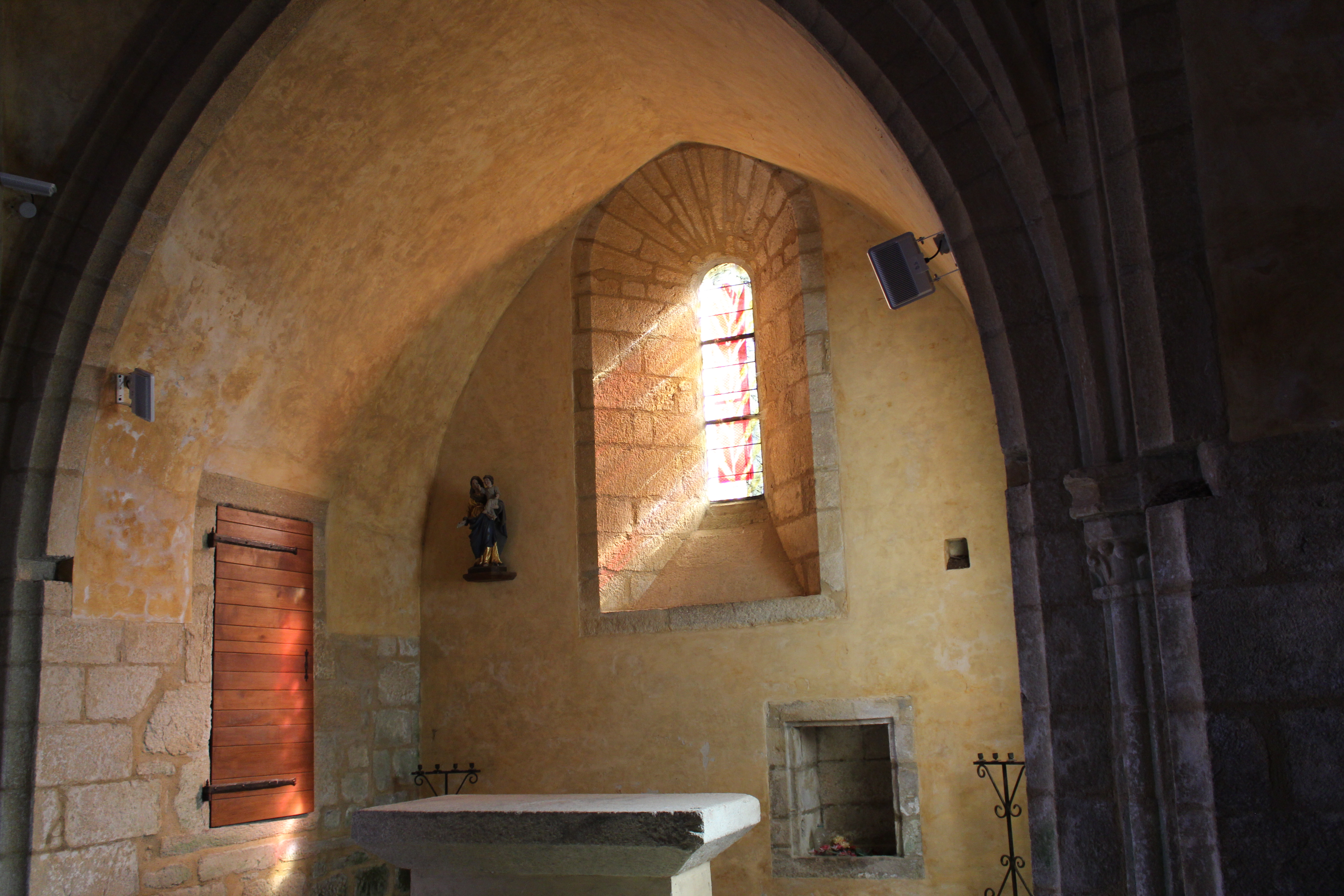
Abside et fenêtre de style roman.
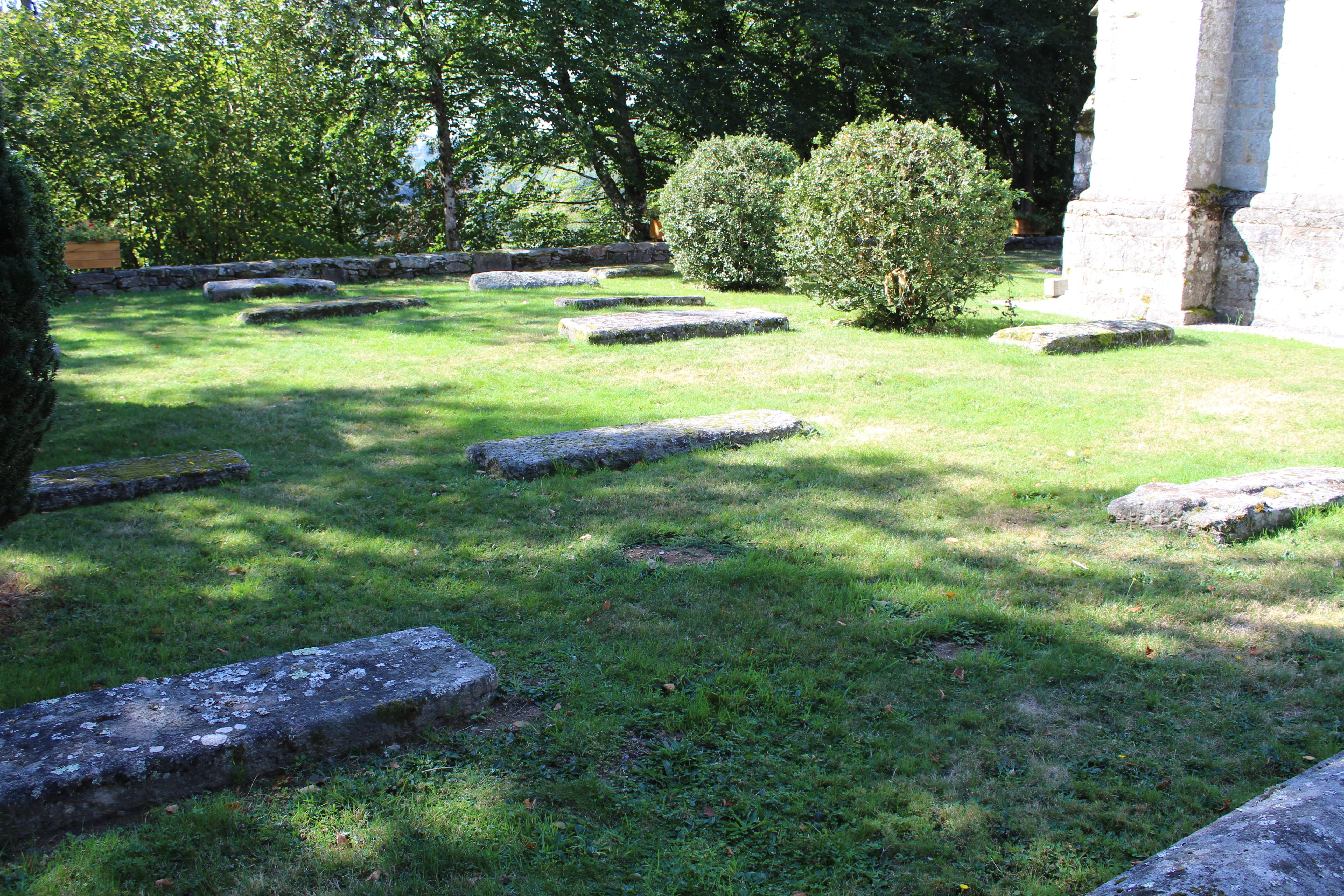
À l'arrière de l'église, dalles funéraires de prêtres.